# 比拉特佩斯蒂维安
比拉特佩斯蒂维安（法語：Bulat-Pestivien，法語發音：[bylat pɛstivjɛ̃]）是法国阿摩尔滨海省的一个市镇，位于该省西部，属于甘冈区。

## 地理
比拉特佩斯蒂维安（48°25'43"N, 3°19'50"W）面积31.23 平方千米，位于法国布列塔尼大區阿摩尔滨海省，该省份为法国西北部沿海省份，位于布列塔尼半岛北部，北濒大西洋英吉利海峡，西接菲尼斯泰尔省，南至莫尔比昂省，东临伊勒-维莱讷省。
与比拉特佩斯蒂维安接壤的市镇（或旧市镇、城区）包括：卡拉克、梅勒佩斯蒂维安、普卢贡韦尔、蓬梅尔韦、圣塞尔韦。
比拉特佩斯蒂维安的时区为UTC+01:00、UTC+02:00（夏令时）。

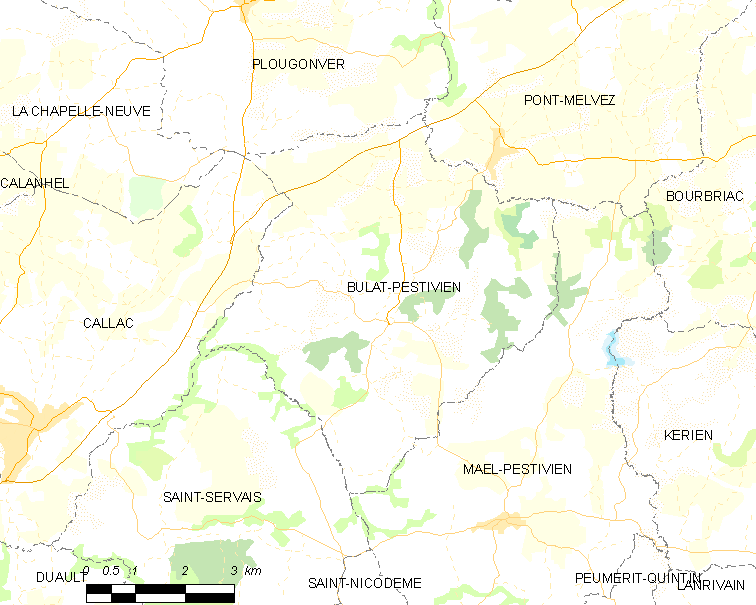
比拉特佩斯蒂维安的OSM定位图

## 行政
比拉特佩斯蒂维安的邮政编码为22160，INSEE市镇编码为22023。

## 政治
比拉特佩斯蒂维安所属的省级选区为卡拉克县。

## 人口

1962-2008年间比拉特佩斯蒂维安人口变化图示

比拉特佩斯蒂维安于2022年1月1日时的人口数量为409人。